# Joseph Groussard
Joseph Groussard (La Chapelle-Janson, 2 de março de 1934) é um ex-ciclista francês, que competiu como profissional entre 1957 à 1968. Ele terminou em último lugar no Tour de France 1965.